# Zoran Milošević
Zoran Milošević (en serbe cyrillique : Зopaн Mилошевић), né le 23 novembre 1975 à Belgrade en ex-Yougoslavie, est un footballeur serbe. 
Milosevic est un défenseur central qui est arrivé au CFR Cluj en 2005.

## Carrière
- 1990-1992 :  FK Teleoptik
- 1992-1993 :  FK Zemun
- 1993-1995 :  FK Obilić Belgrade
- 1995-1996 :  FK Balkan Mirijevo
- 1996-1997 :  FK Čukarički
- 1997-1998 :  FK Železnik
- 1997-1998 :  FK Balkan Mirijevo
- 1998-1999 :  FK Radnički
- 1999-2001 :  Jeonbuk Motors
- 2002-2004 :  FK Zemun
- 2004-2005 :  AEK Larnaca
- 2005-2007 :  CFR Cluj
- 2007-2009 :  FC Argeș Pitești
- 2009-2011 :  FK Žarkovo